# وی‌وی‌اس ۱ (قایق تفریحی)
وی‌وی‌اس ۱ (قایق تفریحی) (به انگلیسی: VvS1 (yacht)) یک کشتی است که طول آن ۳۴٫۱۸ متر (۱۱۲٫۱ فوت) می‌باشد. این کشتی  در سال ۲۰۰۷ ساخته شد.